# Andron
L'Andron (Greco antico: Ἀνδρῶν-ῶνος), o Andronitis, era la zona dell'abitazione greca riservata agli uomini, opposta al gineceo (gunaikeion), riservato invece alle donne. Nell'andron aveva luogo il simposio: per questo, l'andron era arredato con tavoli, lettini (klinai), e opere d'arte.